# Compresa

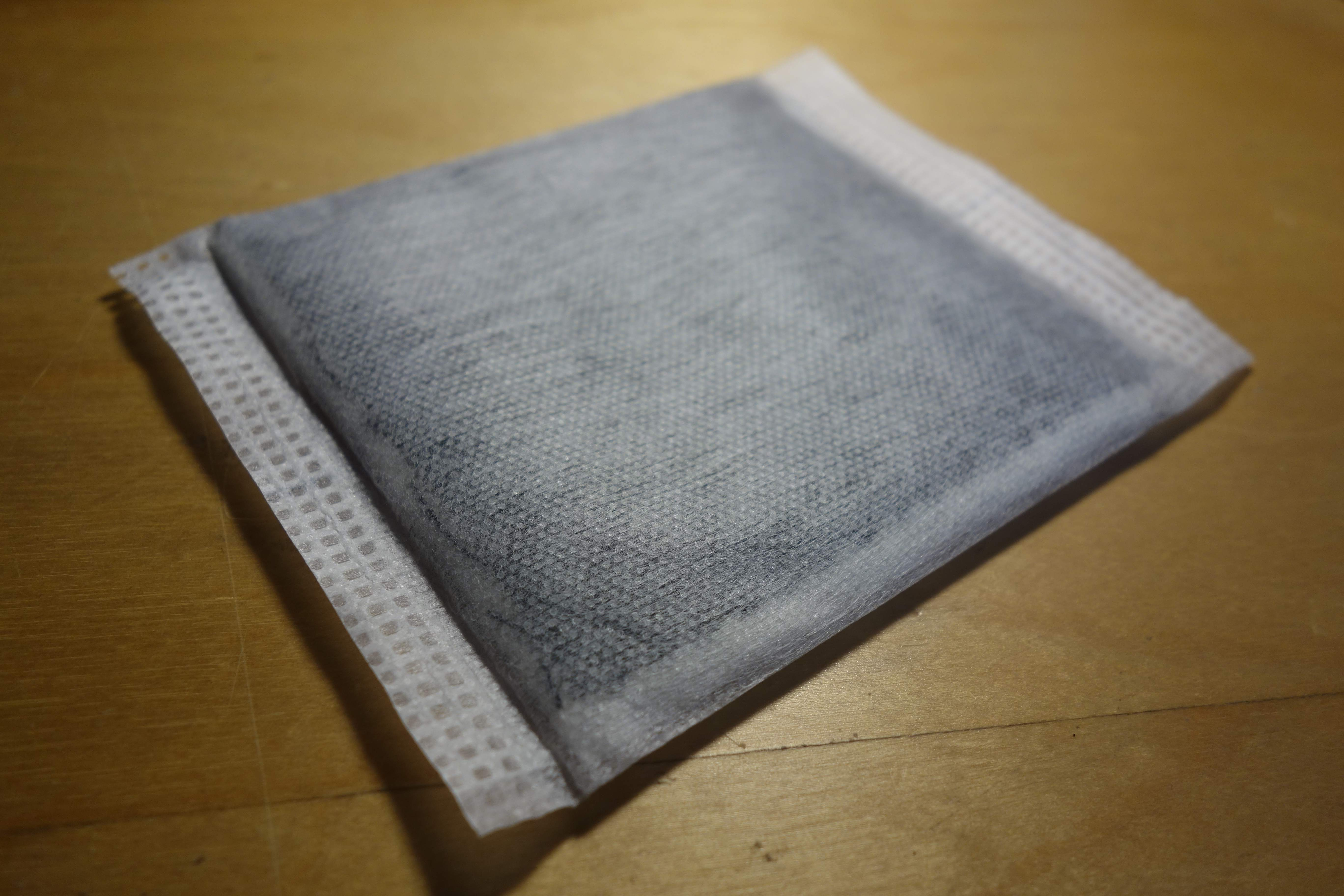
Compresa.

Una compresa es una tela fina o gasa que, doblada varias veces para formar una tira, se emplea para contener hemorragias, cubrir heridas, aplicar algún medicamento o calor local. Si se la utiliza para absorber el flujo menstrual se denomina comúnmente toalla sanitaria o toalla femenina de tela. Se puede describir también como el trozo de tela o lienzo usado para tratar heridas que no es venda ni vendaje y pueden ser simples o acolchadas y usarse como complementación a los cataplasmas o emplastos y pueden ser considerados como un tipo de apósito.
Las compresas terapéuticas son usadas desde la antigüedad como parte de medidas primarias o conservadoras de atención de lesiones traumáticas o por enfermedades, y pueden estar impregnadas de sustancias medicinales o medicamentos para el dolor, la inflamación o la hemostasia.
También se usan frías o calientes como parte de medidas caseras o primarias analgésicas y antiinflamatorias. Las compresas quirúrgicas esterilizadas son elementos indispensables en quirófanos para absorber líquidos corporales y mantener la mejor visualización del área quirúrgica o para el secado de las manos después del lavado.